# Корнацький Аркадій Олексійович
Арка́дій Олексі́йович Корна́цький (нар. 7 липня 1953, село Чаусове Друге, Первомайський район, Миколаївська область, Українська РСР) — український політичний діяч та підприємець.

## Освіта
Закінчив факультет економіки та права Університету дружби народів імені Патріса Лумумби в Москві. Здобув освіту за спеціальністю «Міжнародне право» (кваліфікація — юрист) і «Перекладач англійської мови».

## Кар'єра
Трудову діяльність розпочав 1970 р. різноробом у колгоспі «Шлях Леніна» у рідному селі.
1972—1974 рр. — строкова служба в армії.
1974—1980 рр. — студент Університету дружби народів імені П. Лумумби.
1980—1989 рр. — робота в установах Москви і Московської області на юридичних посадах.
З 1989 р. — підприємницька діяльність в Москві і Московській області.
В Україні з 1998 р. — співзасновник і засновник підприємств: ТОВ «Агрофірма Корнацьких», ТОВ «Юридична фірма Корнацьких», ПП «Будфірма Корнацьких».
У 2007 р. — радник Голови Секретаріату Президента України.
2007—2008 рр. — в. о. заступника голови Миколаївської облдержадміністрації з питань АПК.
З 2008 р. — голова громадської організації «Селянський фронт».

## Сімейний стан
Розлучений, має трьох дочок і сина.

## Громадянство
13 вересня 2005 року Генеральним Консульством Російської Федерації Аркадію Корнацькому надано дозвіл на вихід із громадянства Російської Федерації. Аркадій Корнацький набув громадянство України.

## Участь у виборах 2012 року
На виборах до Верховної Ради України 2012 року висунутий кандидатом у народні депутати України від об'єднаної опозиції по одномандатному виборчому окрузі № 132.
Після підбиття протоколів результатів дільничних виборчих комісій, на сайті ЦВК станом на 30 жовтня у ВО № 132 Корнацький лідирував з перевагою у більш ніж 4 тисячі голосів. Проте згодом з'явилася інформація про неточність електронних даних, наданих ЦВК, в результаті чого було заявлено про перемогу кандидата від ПР — чинного заступника голови облдержадміністрації Віталія Травянка.
1 листопада Адміністративний суд м. Миколаєва ухвалив Постанову про вилучення протоколів з мокрими печатками (після позовної заяви одного з кандидатів у депутати). Вилучення за рішенням суду протоколів з виборчого округу № 132 призвело до протистояння мітингувальників з бійцями «Беркуту», які силою вдерся до окружкому і забрали всі оригінали протоколів дільничних комісій без жодних актів щодо приймання та передачі документів. Після чого депутати від опозиції заявили, що вони були сфальсифіковані після повернення.
Проти людей, які захищали мирним протестом свій вибір, порушуються кримінальні справи. Заступника Корнацького по виборчій кампанії, Тетяну Нікіткіну, тримають у в'язниці. П'яти працівникам «Агрофірми Корнацьких», які брали участь у мітингу, вручили повідомлення про кримінальне провадження проти них.
Рішенням ЦВК результати виборів по округу № 132 не були визнані. Призначено перевибори.
17 червня 2013 року близько 120 осіб, озброєних помповими дробовиками і травматичною зброєю, здійснили спробу захопити ТОВ «Агрофірма Корнацьких» у селі Чаусове Друге на Миколаївщині. Один з нападників відкрив стрілянину. Ним виявився віцечемпіон Європи з греко-римської боротьби та віцечемпіон світу з бойового самбо Костянтин Стрижак. Повідомлялося про поранення 5 людей..

## Участь у виборах 2013 року
5 вересня 2013 року під час вечірнього засідання Верховної Ради України був розглянутий та прийнятий законопроєкт № 2971-д «Про повторні вибори народних депутатів України в одномандатних виборчих округах № 94, 132, 194, 197, 223», згідно з яким вибори призначено на 15 грудня 2013 року.
16 жовтня 2013 року Всеукраїнський з'їзд партії ВО «Батьківщина» затвердив кандидатуру Аркадія Корнацького на повторних виборах народних депутатів по одномандатному виборчому окрузі № 132.
21 жовтня 2013 року Центральна виборча комісія України постановою № 226 зареєструвала Аркадія Корнацького кандидатом в народні депутати по 132 мажоритарному округу.
15 грудня 2013 року відбулись повторні вибори у «проблемних» округах, в тому числі і на 132 окрузі. В результаті опрацювання 100 % голосів самовисуванець Микола Круглов набрав 47,85 % або 32 тис. 947 виборців.

## Участь у виборах 2014 року
26 жовтня 2014 року Аркадій Корнацький бере участь в позачергових виборах народних депутатів України. Балотується як кандидат в народні депутати України по одномандатному виборчому округу № 132 до Верховної Ради України від партії «Блок Петра Порошенка». Отримавши на позачергових виборах 34,82 % голосів здобуває перемогу та стає народним депутатом Верховної ради України VIII скликання
За час своєї каденції народний обранець дав своїм виборцям 19 обіцянок. Виконав з них лише 4, або 22 %. При цьому, 3 — провалив. Після завершення каденції у Верховній Раді, у 2019 році політик балотувався на посаду президента України. Однак не пройшов навіть у другий тур.